# Liste des commanderies templières dans l'Angleterre du Sud-Est
Cette liste recense les commanderies et maisons de l'ordre du Temple présentes dans la région d'Angleterre du Sud-Est. 

## Commanderies
| Comté actuel      | Commanderie       | Ville actuelle (à ou près de) | Observations | Image / situation                                                                       |
| ----------------- | ----------------- | ----------------------------- | --- | --------------------------------------------------------------------------------------- |
| Berkshire         | Bisham            | Bisham                        | 1re donation avant 1155, fondation de la commanderie vers 1260 reprise avant 1309 par Hugues le Despenser, puis William Montagu, qui la transforma en 1337 en prieuré pour des Chanoines réguliers de saint Augustin cette commanderie n'a pas été reprise par les hospitaliers, | 51° 33′ 24″ N, 0° 46′ 47″ O                                                             |
| Oxfordshire       | Cowley            | Cowley                        | 1re donation en 1139 par Mathilde de Boulogne commanderie importante, redevenue Maison du Temple à la fondation de Sandford en 1240 reprise: 1309, puis: (date incertaine), | The Parish Church of Saint James The Apostle? (à confirmer) 51° 43′ 50″ N, 1° 13′ 10″ O |
| Oxfordshire       | Merton            | Merton                        | 1re donation de Simon II de Senlis vers 1152 , construction d'un manoir et d'un moulin à eau, reprise: 1309, puis: en 1313. |                                                                                         |
| Sussex de l'Ouest | Saddlescombe      | Brighton                      | 1re donation en 1228 , reprise des terres : en 1309, mais John de Warenne réussit à en conserver l'usage familial, reprise complète: en 1397. | 50° 53′ 20″ N, 0° 11′ 34″ O                                                             |
| Oxfordshire       | Sandford          | Sandford-on-Thames            | 1re donation vers 1240, possession jusqu'en 1312, | 51° 42′ 46″ N, 1° 13′ 52″ O                                                             |
| Sussex de l'Ouest | Shipley           | Shipley                       | 1re donation vers 1125 par Philippe d'Harcourt, | 50° 59′ 03″ N, 0° 22′ 12″ O                                                             |
| Oxfordshire       | Sibford           | Sibford Ferris                | 1185 - 1312, |                                                                                         |
| Sussex de l'Ouest | Sompting (en)     | Sompting                      | donation en 1154, possession jusqu'en 1324, | 50° 50′ 19″ N, 0° 21′ 06″ O                                                             |
| Hampshire         | Sotherington      | Selborne                      | dite aussi « Temple Sotherington », ou encore « Temple ». Rattachée à celle de Godsfield (Hospitaliers) après sa dévolution. Mentionnée dans les possessions de la commanderie hospitalière de Baddesley (en) au milieu du XIVe siècle,                                          | 51° 05′ 39″ N, 0° 54′ 50″ O                                                             |
| Kent              | Temple Ewell      | Temple Ewell                  | fondation en 1163, possession jusqu'en 1313, | 51° 09′ 05″ N, 1° 16′ 02″ O                                                             |
| Kent              | Temple Manor (en) | Strood                        | 1re donation en 1159 par le roi Henri II, possession jusqu'en 1324. Commanderie maritime, avec moulin à eau et accès direct au fleuve Medway, | 51° 23′ 22″ N, 0° 29′ 22″ O                                                             |
| Oxfordshire       | Westcot           | Sparsholt                     | , |                                                                                         |

| Bisham |

| Cowley Sandford Merton Sidford Westcot |

| Shipley Sompting Saddlescombe |

| cliquez sur les liens bleus pour accéder aux articles détaillés |

| Temple Ewell Temple Manor |

### Possessions incertaines
Ci-dessous une liste de biens pour lesquels l'appartenance aux templiers n'est pas étayée par des preuves historiques:
- St. Mary's House, dans le village de Bramber, Sussex de l'Ouest[27]
- Maison du Temple de Douvre, dans le quartier de Western Heights, à Douvres, église et maisons ayant peut-être appartenu aux templiers jusqu'en 1185[28].
- Commanderie de Shalford à Brimpton, Berkshire: seul un auteur du XIXe siècle parle d'une commanderie templière[29], alors que les autres sources n'évoquent que les Hospitaliers[30]
- Commanderie de South Baddesley à South Baddesley[31]